# Oxydesmus kraepelini
Oxydesmus kraepelini är en mångfotingart som beskrevs av Carl Graf Attems 1899. Oxydesmus kraepelini ingår i släktet Oxydesmus och familjen Oxydesmidae. Inga underarter finns listade i Catalogue of Life.